# Amwrossij Metlynskyj

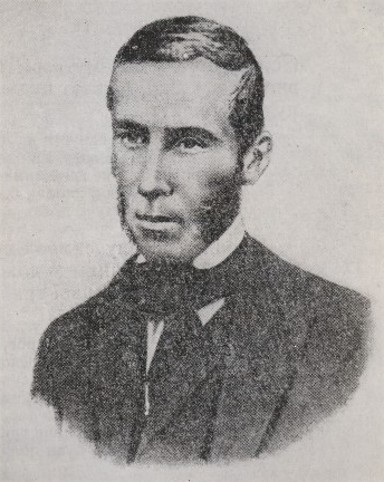
Amwrossij Metlynskyj

Amwrossij Lukjanowytsch Metlynskyj (ukrainisch Амвросій Лук'янович Метлинський, russisch Амвросий Лукьянович Метлинский Amwrossi Lukjanowitsch Metlinski, Pseudonym A. Mohyla; * 1814 in Sary, Gouvernement Poltawa, Russisches Kaiserreich; † 17. Julijul. / 29. Juli 1870greg. in Jalta, Russisches Kaiserreich) war ein ukrainischer Anthropologe, Ethnograph, Folklorist, Übersetzer, Verleger und Dichter.

## Leben
Amwrossij Metlynskyj kam als Sohn adeliger Eltern auf dem Familiengut im Dorf Sary (Сари) im heutigen Rajon Hadjatsch der ukrainischen Oblast Poltawa zur Welt.
Er studierte am Institut für Philologie der Kaiserlichen Universität Charkow. Nachdem er 1835 das Studium absolviert hatte, arbeitete er weiterhin an der Universität; in den Jahren zwischen 1843 und 1849 als außerordentlicher Professor. Nach der Verteidigung seiner Dissertation erhielt er 1850 der Grad eines ordentlichen Professors der slawisch-russischen Philologie und wechselte im selben Jahr an die St.-Wladimir-Universität nach Kiew, an der er bis 1854 die Geschichte der russischen Literatur lehrte. Daran folgend wechselte er wieder an die Charkower Universität, wo er erneut als Professor tätig war, seine Lehrtätigkeit jedoch 1858 aufgrund ständiger Gesundheitsprobleme und Zensur aufgab.
Nach 1858 lebte Metlynskyj in Genf und auf der Krim in den Städten Simferopol und Jalta. Er litt an Hypochondrie und schoss sich am 17. Juni 1870 in Jalta während eines Anfalls von Melancholie mit einem Revolver an, woraufhin er am 29. Juli an den Folgen der Schussverletzung starb. Er wurde in Jalta bestattet.

## Werk
Unter seinem Pseudonym A. Mohyla veröffentlichte er 1839 die Gedichtsammlung Dumky i pisni ta schtsche deschtscho (Думки і пісні та ще дещо; deutsch: Gedanken und Lieder und einige andere Dinge). Einige seiner Gedichte wurden in den Almanachen Molodyk (Молодик) und Snip (Сніп) nachgedruckt. Des Weiteren publizierte er 1848 eine Anthologie Charkiwer Dichter Juschny russki sbornik (Южный русский сборник; deutsch: Südrussische Anthologie), die auch Werke von Mychajlo Petrenko und Hryhorij Kwitka-Osnowjanenko enthielt. Seine Nostalgie veranlasste ihn zur Sammlung ukrainischer Volkslieder, die er 1854 in der Sammlung Narodnyje juschnorusskije pesni (Народные южнорусские песни; deutsch: Südrussische Volkslieder) mit zahlreichen bis dahin unveröffentlichtem Material publizierte.
Als Dichter gehörte er der „Charkiwer romantischen Schule“ an. Das Hauptmotiv seiner Poesie war die nostalgische Idealisierung der vergangenen ukrainischen Schönheit. Da er davon ausging, dass es keine ukrainische Renaissance geben würde, setzte er seine Hoffnung auf Russland und wandte sich den Ideen des Panslawismus zu. Metlynskyjs Werk trug zur Bereicherung der poetischen Sprache sowie zur Entwicklung neuer Gattungen der Poesie (Sonett, Ballade) in ukrainischer Sprache bei.
Er übersetzte Literatur aus dem Polnischen, Serbischen, Tschechischen, Slowakischen und Deutschen ins Ukrainische.